# カーズ2
『カーズ2』（Cars 2）は、2011年公開のアメリカのアニメ映画であり、ディズニー・ピクサー映画としては初の『トイ・ストーリー』シリーズ以外の続編長編作にあたる。

## 概要
当初、2012年公開予定だったが1年前倒しされ、2011年6月24日に公開されることになった。なお、2011年公開予定だった『Newt』が製作中止となった。
第一作目の『カーズ』とは違い実質の主人公はメーターとも言える。
今回のストーリーは、マックィーンが仲間たちと共にワールド・グランプリに出場するというもので、日本をはじめイタリア、フランス、イギリスの場面が多く登場し、マックィーンのレースの他にメーターがスパイとなり、スパイ仲間と共に悪の組織と闘うシーンもある。そのためアクション要素が盛り込まれ、殺害をほのめかすような描写も多い。
劇場公開時には『ハワイアン・バケーション』が同時上映された。
2017年には続編『カーズ/クロスロード』が公開された。

## あらすじ
前作から数年後、「ピストン・カップ」で4度目の優勝を果たしたライトニング・マックィーンはラジエーター・スプリングスでつかの間の休息を過ごしていたが、その最中「ワールド・グランプリ」への参加を招待される。それはバイオ燃料「アリノール」の有用性を伝えるイベントとして、燃料を開発したアリノール社のCEOマイルズ・アクセルロッド卿により企画されたものであった。当初は参加に躊躇していたマックィーンであったが、イタリア代表のフォーミュラカー、フランチェスコ・ベルヌーイの挑発や、友人のメーターやガールフレンドのサリーの促しもあり参加を決意。メーターもピットクルーとして同行することとなった。
第1戦が行われる日本・東京に到着したマックィーン一行だが、些細な事で周囲を騒がせるメーターにマックィーンは頭を悩ませていた。そんな中始まった第1戦のレース中、アリノールを使うレーサーが次々と原因不明の故障を起こす。そのうえ、アリノールに以前から疑念を抱き、調査していたイギリスのスパイであるフィン・マックミサイルと彼のサポート役ホリー・シフトウェルはその調査の過程において様々な事情が重なったことでメーターを共同で調査にあたっていたアメリカのスパイだと勘違いしており、彼らと接触したメーターは、レース中のマックィーンとの無線を繋いだままホリーの無線に返事をしていたことで、マックィーンは自分への指示だと誤解してしまう。これが原因で東京での勝利を逃したマックィーンは思わずメーターを責めてしまい、傷心のメーターは置き手紙を残してチームを離脱するが、帰国直前に羽田空港でフィンに呼び止められ、スパイとして勘違いされたまま行動を共にすることになる。今回のワールド・グランプリの裏では、ザンダップ教授率いる「レモンズ」が、アリノールを使用しているレーサーたちをテレビカメラに偽装させた装置を使い、電磁波を浴びせて故障させるという悪事を働いていた。その話をフィンから聞いたメーターは、彼らの協力要請を受け入れた。
イタリア、ポルト・コルサでの第2レースでもアリノールを使用したレーサーたちが次々と故障し、多重クラッシュが発生したことで第3レースではアリノール以外の燃料の使用許可が出る。しかし、マックィーンは最終レースまでアリノールを使用することを宣言したため、レモンズの標的にされてしまう。彼らの会議に潜入していたメーターはその話を聞きマックィーンに伝えようとするが、フィンやホリー共々レモンズに捕らえられてしまう。
最終レースが行われるイギリス・ロンドンのビッグ・ベントレー大時計内部に監禁されたメーターたちは、マックィーンのピットに時限爆弾が隠されていることを聞かされる。何とか脱出しマックィーンと再会したメーターだったが、フィンからの無線で時限爆弾が付けられていたのはメーター自身だという事が判明する。マックィーンを守るために彼から離れようとするメーターだが、事情を知らないマックィーンは仲直りをしようと追いかけて来る。ザンダップはこれを機に2台まとめて始末しようとするが、マックィーンを助けようと動き回るメーターの動きが功を奏し爆弾はうまく動作せず、ついにはザンダップ当人がフィンに直接追われる身になる。同じ頃、ホリーやラジエーター・スプリングスの住民、さらにはイギリス軍までもが一致団結してレモンズを一網打尽にすることに成功し、ザンダップも程なくしてフィンに捕らえられる。しかし、ザンダップは最後の力を振り絞り、時限爆弾のタイマーを起動させてしまう。爆弾は声紋認証式で、解除できるのは正体不明のレモンズの黒幕だけ。心当たりがあるメーターは、アリノール社のCEOでワールド・グランプリの主催者・アクセルロッド卿が黒幕だと突き止め、無事時限爆弾の解除に成功する。
巨大な油田を見つけたアクセルロッドは、アリノールという代替燃料を発明、その自らの発明した代替燃料の評判を落とすことで石油を再び燃料の主流とするため「ワールド・グランプリ」を企画したのだった。
大事件を解決したメーターはイギリスの女王から称賛されナイトの称号を授与される。そして「ワールド・グランプリ」の仕切り直しとして「ラジエーター・スプリングス・グランプリ」が開催された。

## 登場人物
主役コンビ、ダレル・カートリップ、新キャラクターを記述。他のキャラクターについては前作を参照。本作の登場キャラクターには、自動車の他に飛行機、列車、船のキャラも多く登場する。

### 主要キャラクター
ライトニング・マックィーン
- 代表国 /  アメリカ合衆国
- ゼッケン / 95

前作と同じくこの物語の主人公だが、今作は彼のパートナーであるメーターを中心に描かれている。
ピストン・カップ4連覇を果たしたレーサーで、正真正銘の世界的な名声を博している。シーズンオフにより休暇を取る予定だったが、ひょんなことからワールド・グランプリのアメリカ代表となる。
元々ストックカーであった為に前照灯を装備していなかったが、ワールド・グランプリに出場するにあたり装着された。他、ウィング形状やペイントなど、前作と比べて外観に変化が見られる。
ボンネットにはピストン・カップとハドソン・ホーネット（ドック・ハドソン）が描れている。ドックは明言こそされていないものの前作と今作の間に死去したとされており、登場しない。
第1戦の東京ではダートセクションで活躍しトップに躍り出るが、メーターとホリーの会話が混線したためフランチェスコにオーバーテイクされ、2位に終わる。悔しさのあまりメーターをきつく責めるも、翌日に彼が去ったことで落ち込んでしまう。その後、第2戦の舞台・イタリアで出会ったトッポリーノおじさんからの助言でメーターに謝ることを決意。第2戦では晴れて1位となる。
第2戦以降もアリノールの使用を宣言していたが、実際に第3戦で使用された燃料は、彼が寝ている間にサージがすり替えたフィルモアのオーガニック燃料であった。そのため電磁波を浴びても何も起こらなかった。
メーター
錆だらけのレッカー車でマックィーンの良きパートナー。前作ではサブキャラクター的な立ち位置であったが、今作では主人公的存在。
マックィーンのピットクルーとしてチームに誘われたが、開催パーティーで騒ぎ回ったり、大量のワサビを口に含み大騒ぎになったりと、マックィーンに恥をかかせてしまう。その上、ホリーからの無線を通じて余計な会話を交わしたことが、結果としてマックィーンが第1戦で敗北する原因を作ってしまったことで、メーターはチームから離脱せざるを得なくなる。ピットクルーを辞め、帰国のために向かった羽田空港で突然フィンに呼び止められ、アメリカのスパイと誤解されて協力の要請を受ける。レッカー車という立場上、よく故障する車や部品に詳しく、後にこれが活躍のきっかけとなる。
イタリアで行われるレモンズの会議で情報を得るため、変装ホログラフでイヴァンと瓜二つの姿に化けて潜入するものの、正体がばれ脱出、情報を掴んだメーターはマックィーンに警告しようとするも、すんでのところで捕らえられてしまう。
終盤では、イギリスのビッグ・ベントレーに閉じ込められるも脱出。マックィーンのピットに爆弾があることを知らせるが、実際にはメーター自身に爆弾が取り付けられていた。しかし、持ち前の知識でレモンズの真の黒幕を突き止め爆弾を解除、女王から名誉騎士の称号を贈られ「メーター卿」と名づけられる（本人はあまり相応しいとは思っていない）。ホリーとは恋仲。
誕生日は本作の監督であるジョン・ラセターと同じ1957年1月12日。
フィン・マックミサイル
イギリスの諜報員。
前後それぞれについたグラップリング・フック、ミサイル発射装置、マグネット爆弾、ホログラフによる変装装置（例：空港警備員）などを装備している。水上および水中の航行も可能。
ワールド・グランプリの開催中に何らかの陰謀が画策されていると直感し、世界中で開催されるレースの周辺を密かに嗅ぎまわっていた時、東京のパーティーで遭遇したメーターをアメリカのスパイと勘違いし協力を求める。メーターの振る舞いを本質を隠すお芝居だと思っていたがメーターの活躍もあり、普段の彼の事も友人として受け入れる。
ナンバー「314FMCM」の「314」は、原語版で声優を務めたマイケル・ケインの誕生日である3月14日に由来。
元々は前作のキャラクターとして登場する予定だった。
ホリー・シフトウェル
フィンのサポート役。
英国諜報機関の事務方のエージェントを経て、現在は見習いスパイとして東京で活動している。メーターから好意を寄せられ、事件での活躍もあり、その後も彼と交際をしている様子。
スパイマニュアルに載っている方法だけを頼りに活動しており、隠しカメラ、隠し武器（電気ショック等）、テレスコープ用のアーム、ホログラフの立体ディスプレイなど、想像を絶するような最新鋭のスパイ機器を使いこなす。飛行も可能。
ナンバーはHSI201。

### ワールド・グランプリに登場するキャラクター
フランチェスコ・ベルヌーイ
- 代表国 /  イタリア
- ゼッケン / 1

イタリア代表のフォーミュラカー。ワールド・グランプリ最有力の優勝候補にして、マックィーン最大のライバル。
ポルト・コルサ出身。モンツァ・サーキットのすぐ近くで育ち、友達とサーキットに忍び込んでは頻繁にレースをしており、後にアマチュア・レースで優勝、国際的なフォーミュラ・レーサー・チャンピオンとなった。自信家でかなりの口達者だが、それに恥じない速さを持っている。
特技はサッカーで、マックィーン達が東京ですれ違ったトラックのテレビに流れていたTV番組では、華麗なリフティングを決めていた。
名前の「ベルヌーイ」は、流体力学のベルヌーイの定理に由来している。これは、フォーミュラカーで特に車両の下を空気が通り抜ける際の空力効果（ベンチュリ効果）などに使用される用語。ただし、前述のTV番組のみ名前が「フランチェスコ・ベルノーリ」表記となっている。
「ワールド・グランプリ」では前照灯の設置が義務付けられているようで、フロントウィングに申し訳程度のLED照明が組み込まれている。
第1戦の東京ではマックィーンのミスで1位になるが、第2戦のイタリアではマックィーンに敗れ2位となる。その事で悔しがっていたが、ビジョンでカジノ橋大クラッシュの映像をマックィーン共々目にし、2台で絶句する。第3戦のロンドンでは、走行中に猛スピードで過ぎ去って行くメーターやホリーを目撃し、驚いていた。
マックィーンとは当初、互いにライバル意識を抱き言い争いを繰り広げていたが、前作のチック・ヒックスとは異なりレース中では正々堂々と戦いを挑み、レースにかける情熱も非常に強く、最終的にマックィーンとは「良きライバル」といった仲になる。
エンジンブローの標的にはされなかった。
ジュゼッペ・モトローシ
フランチェスコ・ベルヌーイのクルーチーフ。車体はアルファロメオ・スパイダー（初代）。
1960年代後半まではレーサーとして活躍していたが事故を機に引退。短気な性格。
アレックス・マッチーノ
フランチェスコ・ベルヌーイのチームのピットクルーの一人。
ルイス・ハミルトン
- 代表国 /  イギリス（ グレナダ系）
- ゼッケン /  2

グレナダ系イギリス代表のレーサー。ボディはマクラーレン・MP4-12C。
ハートフォードシャー州出身。「グランド・ツアーリング・スポーツ」のチャンピオンで、その若き日々のほとんどすべてをレースに注ぎこむ決意で勝ち続けている。
少年時代は学校へ通い、空手などを学ぶ。その後10歳の若さで「ブリティッシュ・カート・チャンピオンシップ」を制する。
突出した仕事至上主義と穏やかな口調に裏打ちされる自信をレースコースで発揮し続け、ジュニア・サーキットとプロフェッショナル・サーキットの両方で非の打ち所のないコース記録を叩き出し、その類まれさをはっきりと証明して見せている。
比類なきテクニカルな技術、持って生まれたスピード能力、そしてクールで空手的な立ち居を振る舞う。
第2戦のイタリアでは多重クラッシュを目撃しフルブレーキング、追突を免れた。エンジンブローの標的にはされなかった。
元々のカラーリングはシルバーで、ホイーリアムと似たユニオンジャックを元にしたホイールを履いていたが、原語版で声を担当したルイス・ハミルトン本人の意見で現在のスタイルに決められた。
ブルース・ボックスマン
ルイス・ハミルトンのクルーチーフ。車体は前作に登場したボブ・カトラスと同じもの。
クルーチーフの中では一番要求が厳しい事で有名。
マックス・シュネル
- 代表国 /  ドイツ
- ゼッケン / 4

ドイツ代表のツーリングカー。
シュトゥットガルト出身。元々平凡な大量生産型セダンで熱心なアマチュア・レーサーだった彼は、シュバルツバルトの田舎道で独り練習を積んでいたが、レーシングチームのオーナーの目に留まりプロのレース巡業に出場。レースでの馬力が増強されると、自らの車体をカーボンファイバー製に替えて重量を減らし、第一線のレーシングカーへと変貌していった。彼のモーターハイムリンクにおける優勝回数は、「ワールド・トルク・チャンピオン・リーグ」史上最高。
エンジニアとして天性の才能を持ち、理論や分析に基づいて自身を洗練させてきた。「ワールド・グランプリ」もこれと同じ完璧に計算されつくした方法で臨む。
「シュネル」はドイツ語で「速い」という意味。
第1戦の東京ではグレムの電磁波攻撃で故障、第2戦のイタリアでは故障したシュウに追突し多重クラッシュを引き起こす。
最終レースで使用した燃料は『トイ・ストーリー』や前作にも登場したダイナコ石油。
オットー・ボン
マックス・シュネルのクルーチーフ。車体はアウディ・TT。
レーサーとして活躍していたが、クルーチーフのほうが向いていると確信し転向。マックスとは「ワールド・トルク・チャンピオン・リーグ」からの付き合い。
ミゲル・カミーノ
- 代表国 /  スペイン
- ゼッケン / 5

スペイン代表のレーサー。
パンプローナ出身。
最初に注目を集めたのはブルドーザー追い祭りに参加した時のことで、ブルドーザー闘牛場で見せた彼の闘牛士としての直観力とスタイルとスピードは若い世代のブルドーザー闘牛士たちを感化させただけでなく、その後間もなくして「グランド・ツアーリング・スポーツ」のレーシング・サーキットでも、そのスピードと気迫でファンや他の出場者たちの目を奪った。地元であるカタロニア・サーキットのチャンピオンとして有名。
第1戦の東京ではグレムの電磁波攻撃で故障、第2戦のイタリアでは故障したシュウに追突し多重クラッシュを引き起こす。
ペトロ・カータリナ
ミゲル・カミーノのクルーチーフ。車体はオペル・コルサ（4代目）。
ホンク・チョー
ミゲル・カミーノのチームのピットクルーの一人。
ラウール・サルール
- 代表国 /  フランス
- ゼッケン / 6

フランス代表のラリーカー。
アルザス出身で、「世界最高のラリーカー」として知られている。絶えず満足することなく変化を求め、著名なサーカス「シルク・ド・ヴォアチュール」に入団し、そこでジムカーナを学び、ピンポイントのタイミングや難しいコースをいとも簡単にナビゲートできる無類の能力を身につけた。
ラリーにおいて9レース連続で優勝を遂げた史上初のラリーレーサーである。
フランス語版では、パーティーシーンでジェフの代わりに登場している。
第1戦の東京ではダートセクションで性能を発揮するが、第2戦のイタリアでは多重クラッシュに巻き込まれる。エンジンブローの標的にはされなかった。
ブルーノ・モトロー
ラウール・サルールのクルーチーフ。車体はシトロエン・DS。
普段はアコーディオンを弾きながら、セーヌ川沿いをドライブしている。代々ラリー・レーサーの家系に生まれている。
E.マニュアル・マニレス
ラウール・サルールのチームのピットクルーの一人。
シュウ・トドロキ
- 代表国 /  日本
- ゼッケン / 7

日本代表のプロトタイプレーシングカー。
浅間山のふもとで育ち、若くして鈴鹿サーキットのチャンピオンに輝く。ボディの右側にデザインされた流線型の赤いデカールは、日本古来の伝説に登場する小さいながらも猛攻な龍を参考に、自分に似ているとして取り入れたものと言われている。
第1戦の東京では4位になるが、第2戦のイタリアではグレムの電磁波攻撃により故障、多重クラッシュを起こす結果となった。
マッハ・マツオ
シュウ・トドロキのクルーチーフ。車体は日産・フェアレディZ（S30型）。
ヨーロピアン・ラリーやバハの砂地レース、日本でのレースでも活躍しており、ル・マン24時間レースでは日本車で唯一優勝したレーサーである。
「マツオ」の苗字はS30型フェアレディZのチーフデザイナー・松尾良彦に由来する。
キック
シュウ・トドロキのチームのピットクルーの一人。
カルラ・ヴェローゾ
- 代表国 /  ブラジル
- ゼッケン / 8

ブラジル代表のプロトタイプレーシングカー。出場レーサーでは唯一の女性。
リオ・デ・ジャネイロ出身のラテン系ディーバ。夜にカーニバルへ繰り出し踊ることもあるが、生活のほとんどはレース場で過ごしている。地元のインテルラゴス・サーキットで新記録を樹立し、その後ヨーロッパの「ル・マン24時間レース」のチームに抜擢されて参加、連続して表彰台に上がっている。
ブラジル語版では、パーティーシーンでジェフの代わりに登場している。
第1戦の東京では3位となるが、第2戦のイタリアではグレムの電磁波攻撃を受けタイヤがバースト、クラッシュする。
クルース・ビゾウロ
カルラ・ヴェローゾのクルーチーフ。車体はフォルクスワーゲン・タイプ1（ビートル）。
豊富な知識を生かし、レースをサポートする。
アダム・マーケ
カルラ・ヴェローゾのチームのピットクルーの一人。
ナイジェル・ギアスリー
- 代表国 /  イギリス
- ゼッケン / 9

イギリス代表のレーサー。車体はアストンマーティン・DBR9。
ウォリックシャー州出身。デビューはアストン・ヒル山岳地域で行なわれる完全な上り坂道のユニークなレース「スピード・ヒルクライムレース」で、彼の家族は何代にも渡ってこのレースを走っている。ここ数年では、「グランド・ツーリング・スポーツカー・トーナメント」の参加レースのほとんどで優勝しており、その中にはニュルブルクリンクとル・マンの連続表彰台も含まれている。
第1戦の東京では5位に入るが、第2戦のイタリアではグレムの電磁波攻撃を受けクラッシュする。
最終レースで使用した燃料はペトロール。
オースティン・リトルソン
ナイジェル・ギアスリーのクルーチーフ。車体はミニ・クーパー。
代々から小型カーレースチャンピオンの家系で育ち、イギリスのラリーレーサーの一台であった。
ニック・ピットタイヤ
ナイジェル・ギアスリーのチームのピットクルーの一人。
リップ・クラッチゴンスキー
- 代表国 / ニュー・リアエンディア共和国
- ゼッケン / 10

植民地から新たに独立した東欧の架空国家、ニュー・リアエンディア共和国代表のオープンホイール。
ウィーリ出身。一連の予選レースで素晴らしい成績を収め、「ワールド・グランプリ」への出場を果たしたという経歴を持つ。
第1戦の東京ではグレムの電磁波攻撃を受けスピン。第2戦のイタリアでは多重クラッシュに巻き込まれる。
ブライアン・ギアロースキー
リップ・クラッチゴンスキーのクルーチーフ。クルーチーフの中では唯一、映画に出てきていない。
テレール・ギアトリー
リップ・クラッチゴンスキーのチームのピットクルーの一人。
ジェフ・ゴルベット
- 代表国 /  アメリカ合衆国
- ゼッケン / 24

マックィーンと同じく、アメリカ代表のレーサー。車体はシボレー・コルベットC6-R。
カリフォルニア州ヴァレーホ出身。インディアナポリス・モーター・スピードウェイに程近いインディアナ州に暮らす。競技場のオーバルコースの数々、「グランド・ツアーリング・スポーツ」の巡業トーナメントにおけるロード・コースの数々でも成功を収め、その能力を証明してきた。若くして加速できるその能力で、観客たちを魅了する。そのチャンピオンシップや勝利数はもはや敵なしで、ワールド・グランプリでも（妥当な扱いとして）リスペクトされている出場者の1台。
第2戦のイタリアでは多重クラッシュを目撃しフルブレーキング、追突を免れた。
最終レースで使用した燃料はテックス・オイル。エンジンブローの標的にはされなかった。
3作目『カーズ/クロスロード』にも登場する。
ジョン・ラセタイヤ
ジェフ・ゴルベットのクルーチーフ。車体はピップアップトラック。
「ピストン・カップ」でもチーフとしての経験を持っているため、伝説のクルーチーフと呼ばれている。
ターボ・ブルロック
ジェフ・ゴルベットのチームのピットクルーの一人。
ダレル・カートリップ
車体は1970年型シボレー・モンテカルロ。ケンタッキー州出身。
前作にも登場したピストン・カップの解説者。長年、サーキットとピットでオイルにまみれて過ごしてきた経験を活かし、聴衆にあらゆることを教えてくれる。
「勝つためには何が必要か」を知り尽くしており、その熱烈で高度な専門知識を駆使してワールド・グランプリの実況を担当する。マックイーンの大ファンであり、他の2人から諌められることもしばしば。
ブレント・マスタングバーガー
車体は1965年型フォード・マスタング。モータースポーツ番組の顔として、ワールド・グランプリのアナウンサーを担当する。気の利いた実況で中継を盛り上げていく。
後のスピンオフ作品であるプレーンズで、世界一周レースのアナウンサーとして再登場する。
声を担当したブレント・マスバーガーはESPN on ABCのスポーツキャスター。
デヴィッド・ホブスキャップ
車体は1963年型ジャガー・Eタイプ。ワールド・グランプリのアナウンサーを担当する。ウォリックシャー州レミントン・スパー出身で、世界的レースの権威の存在。
プロとして30年間レースに参加し、世界中であらゆるタイプのモータースポーツを経験している。現在彼はアナウンサーとして、そのお金では買えない知識を分かち合っているだけでなく、レース中継の狭間には楽しい息抜き的な役回りも担当している。
ル・マン24時間レースに20回出場した元チャンピオンである彼の語りは、自分自身の経験が裏打ちされている。
声を担当したデヴィッド・ホブスは、元F1ドライバー。
ヴィタリー・ペトロフ
- 代表国 /  ロシア
- ゼッケン / なし

ロシア版限定のキャラクター。マックス・シュネルの別バージョン。パーティーシーンで、ジェフ・ゴルベットが彼に置き換えられている。
また、本作（全世界版）のエンドロールで少しだけ登場している。
フェルナンド・アロンソ
- 代表国 /  スペイン
- ゼッケン / なし

スペイン版限定のキャラクター。ミゲル・カミーノの別バージョン。パーティーシーンで、ジェフ・ゴルベットが彼に置き換えられている。
フロスティ
- 代表国 /  オーストラリア
- ゼッケン / なし

オーストラリア版限定のキャラクター。マックス・シュネルの別バージョン。パーティーシーンで、ジェフ・ゴルベットが彼に置き換えられている。
メモ・ロハス・Jr.
- 代表国 /  メキシコ
- ゼッケン / なし

メキシコ版限定のキャラクター。マックス・シュネルの別バージョン。パーティーシーンで、ジェフ・ゴルベットが彼に置き換えられている。
フラッシュ
- 代表国 /  スウェーデン
- ゼッケン / なし

スウェーデン版限定のキャラクター。マックス・シュネルの別バージョン。パーティーシーンで、ジェフ・ゴルベットが彼に置き換えられている。
ロン・ジー
- 代表国 /  中華人民共和国
- ゼッケン / なし

中国版限定のキャラクター。マックス・シュネルの別バージョン。パーティーシーンで、ジェフ・ゴルベットが彼に置き換えられている。
瞳の色が青色である。

### フィン・マックミサイルと関係するキャラクター
シドレー
イギリス最新鋭のスパイジェット機。全長約54m、翼幅約48m。艶やかなシルバーボディを身に纏い、世界中の空を記録破りのマッハ1のスピードで飛ぶ。覆隠テクノロジー、護身武器、アフターバーナーなど、ハイテク最先端のスパイ機器を携えている。
フィン・マックミサイルとはパートナーの関係。尾部に記された機体記号は「A113」。
ロッド・トルク・レッドライン
アメリカの諜報員。世界一偉大なスパイと言われ、頭脳と腕力の両方を見込まれた変装の達人。ミシガン州デトロイト出身。
グレムリンに化けてザンダップに近づき、ワールド・グランプリに関係した世界的陰謀の情報を入手。東京で行われる開催パーティーにてイギリス側の諜報員（フィンとホリー）にこの情報を伝える予定だったが、トイレでグレムとエーサーが襲ってきたため、たまたま居合わせたメーターに後を託した。
後にスクラップ工場へ連行され、ザンダップによりテレビカメラ型の兵器の実験台としてアリノールを注入され、情報を渡した相手（メーター）を知られたことにより爆発炎上、抹殺される。
ナンバーはM1911A1。
クラビー
フィン・マックミサイルに協力する蟹漁船。太平洋にある油田までフィンを乗せる。特徴として船体に「ノースウエスタン」「SH」などと描かれている。
声を担当したシグ・ハンセンは蟹漁船「ノースウエスタン号」の船長で、ドキュメンタリー番組「ベーリング海の一攫千金」にも出演している。
スティーヴンソン
フィン・マックミサイルに協力するスパイトレイン。内部には高性能の設備が備わっている。
リーランド・ターボ
フィン・マックミサイルと同じくイギリスの諜報員。冒頭でレモンズのアジトである海上油田に潜入するも見つかり、フィンにメッセージを送るも、彼が駆けつける間に抹殺され、キューブ状にスクラップされる。
ナンバーは63TRBO。

### レモンズ（コショー族、ペッパー・ファミリー）
原語版名称の「レモン」はレモン市場の意。日本版では「ペッパー」（字幕ではコショー）とされているが、これは「胡椒」と「故障」を掛けた洒落である。ほとんどが歴史的な欠陥車によって構成されている。
ザンダップ教授
本作のディズニー・ヴィランズ。
兵器デザイナーとして国際手配されている。通称「プロフェッサー・ゼット」。ドイツのバーデン＝バーデン出身。
左目に片眼鏡（モノクル）を付け、屋根には錆びて曲がったルーフキャリアを載せている。
頭脳明晰で、ワールド・グランプリを妨害しようと計画する。あらゆる障害を排除して「計画」をスケジュール通りに進めるためには、どんな事でもしてのける。電磁パルスを発生させてアリノールを爆発させる、テレビカメラの外見をした兵器を作り上げた。
最終的にイギリスでフィンに確保され、メーターに付けられていた声紋式時限爆弾の音声を認証するが、直後にホリーの電気ショックで気絶させられる。その後目覚めた際、シェリフとロンドン市警察に取り押さえられるシーンが細かく見える。
ナンバーはBAD GA 58。
グレム
ザンダップの取り巻きの一人。車体はAMC・グレムリン。色はオレンジ。
ウィスコンシン州ケノーシャ出身。長年、設計ミスを指摘され「レモン（欠陥車）」とまで呼ばれたことで腹が立ち、国際的な暗黒街に身を投じ、ザンダップの手下となる。
エーサーと共に東京、イタリアでテレビカメラ型の兵器を使い、ワールド・グランプリに出場するレーサーたちを故障させる。
羽田空港ではフィンとメーターを襲撃するが、フィンに横転させられる。
終盤、ロンドンでマックィーンとメーターを襲うも、ホリーのブロックでトラックバーに突っ込み、大型車の集団に袋叩きにされる。
エーサー
ザンダップの取り巻きの一人。車体はAMC・ペーサー。色は黄緑。
ウィスコンシン州ケノーシャ出身。自分が車世界のつまはじき者だと長らく感じており、ザンダップの手下となった。苦労してタフガイを装っているが、実務主義のグレムと比べていくらか熱心すぎるきらいがある。
東京では火炎放射器を使いフィンを焼却しようとするも、吹き飛ばされてきた仲間に接触し爆発、自身も吹き飛ばされ看板の箸の部分に挟まる。
羽田空港でフィンとメーターを襲撃するが、フィンにパンクさせられタンクローリーの内部に突っ込む。
終盤、ロンドンでマックィーンとメーターを襲うも、ホリーのブロックでトラックバーに突っ込み、大型車の集団に袋叩きにされる。
J.カービー・グレムリン
レモンズを構成する一組織である「グレムリン・レモンズ」のボス。車体はAMC・グレムリン。色は紫。デトロイト出身。
ロンドンでマックィーンとメーターを襲うが、部下と共にレッドに水をかけられる。
タブス・ペーサー
レモンズを構成する一組織である「ペーサー・レモンズ」のボス。車体はAMC・ペーサー。色はベージュ/茶のツートンカラー。
ロンドンでマックィーンとメーターを襲うもラモーンにペンキをかけられ、逃げようとした所を部下ともども軍に捕らえられる。
ウラジミール・トランコフ
レモンズを構成する一組織である「トランコフ・レモンズ」のボス。色は水色/黄のツートンカラー。
ロンドンでマックィーンとメーターを襲うが、シェリフにタイヤ止めを付けられる。
ヴィクトール・ヒューゴ
レモンズを構成する一組織である「ヒューゴ・レモンズ」のボス。ボディはヴォルガ・ヒューゴHG-1。色は薄黄。
ドライブシャフトが機能しておらず、常時誰かに押してもらうか、けん引されていなければ動けない。
ロンドンで他のファミリーがマックィーンとメーターを襲う中、動けない彼はその場に取り残された。
イヴァン
ヴィクトール・ヒューゴ直属の部下の一人で、青いレッカー車。ヒゲが特徴。輸送やボディーガードの仕事を担当している。
イタリアではホリーの電流ショックで気絶させられるが、後に意識を取り戻し、メーターに連絡しているホリーを捕らえる。
また、メーターがマックィーンに忠告しようとする際に、マックィーンに聞かされないようにレッカー車である彼が邪魔をし、マックィーンに挨拶する。
ロンドンでマックィーンとメーターを襲うが、メーターの空手に倒される。
《その他のペーサー》
フレッド・ペーサー
ザンダップ教授の取り巻きの一人。車体はAMC・ペーサー。色は黄。
東京でフィンを襲うも返り討ちに遭い、立体駐車場のエレベーターの下敷きにされる。
ペティ・ペーサー
車体はAMC・ペーサー。色は青。火炎放射器を付けてフィンを追いつめた。東京ではフィンに消火器で視界を遮られ、パトカーに正面衝突する。
ジェローム・ランペード
車体はAMC・ペーサー。色は赤。火炎放射器を付けてフィンを追いつめた。
《その他のグレムリン》
タイラー・グレムリン
ザンダップ教授の取り巻きの一人。車体はAMC・グレムリンで色は赤。
東京でメーターを見つけるも、「一輪の花屋」前の自動販売機を倒したと勘違いされ、責め立てられる。
ドン・グレムリン
車体はAMC・グレムリンで色は紫。
トウガ・グレムリン
車体はAMC・グレムリンで色は赤茶色。火炎放射器を付けてフィンを追いつめた。
ステファン・グランスキー
車体はAMC・グレムリンで色は緑。火炎放射器を付けてフィンを追いつめた。
《その他のトランコフ》
ペトロフ・トランコフ
ザンダップ教授の取り巻きの一人。色は薄い黄緑。ロシアのバルチック海沿いの村で育った。
トルガ・トランコフ
ウラジミール・トランコフの部下の1人。色は黒。
《その他のヒューゴ》
アレクサンドル・ヒューゴ
ヴィクトール・ヒューゴ直属の部下の一人。色は黒。ロンドンでマックィーンとメーターを襲うが、メーターの空手に倒される。
メーターのコンピュータでは、別名に「Chop Shop Alex」（メーターからは「盗品販売のアレックス」と読まれた）、「Alexander The "Not So" Great」、「Alex Hu"Don't"Go」と表示された。
《その他》
トニー・トライフル
ザンダップ教授の取り巻きの一人。重装備の軍艦。油田に向かうクラビーを追い払った。米海軍の「インディペンデンス級沿海域戦闘艦」がモデル。
ロンドンでザンダップを救出するため強力な電磁石を使用するも、フィンのマグネット爆弾を誤って張りつけてしまいそのまま大爆発を起こす。
彼と同型の軍艦がもう一隻いる。
カール・ハウルツェモフ
ポルト・コルサに登場。車体はボルボ・FH/FM。ヒューゴ・ファミリーのトラック。ヴィクトールを輸送してきた。
マグシー・リフトサム
大型のフォークリフト。冒頭でザンダップ教授にテレビカメラ型の電磁パルスを渡す。
ビッグボス
レモンズの黒幕。姿はボンネットを開けたエンジンのみとされている。
今回のワールド・グランプリの妨害によってバイオ燃料の信用性を落とし、ガソリンの売上を上げる陰謀を企む。
正体は#その他を参照。

### 日本にて登場するキャラクター
ゼン・マスター
三輪型トラック。車体はピアジオ Ape。
東京博物館にある静隠な禅の石庭作りの名人で、葦で織られた帽子をかぶり、古風な木製の熊手を使って誰もがうっとりするような枯山水を作って見せる。
本編ではパーティー会場の石庭の整備をしていた。
キングピン・ノブナガ
相撲の力士カー。幸運の紫色のまわしを付けているのが特徴。
キングピンとは、ハンドルを切ったときにタイヤが向きを変える回転中心軸のこと。
ピニオン・タナカ
相撲の力士カー。緑がかった青色のまわしを付けているのが特徴。
土俵上の対戦相手を威嚇する。
キムラ・カイゾー
相撲の行司。車体のモデルはトヨタ・bB（初代）。
オクニ
女性の歌舞伎カー。赤色の着物が特徴。
銀座の歌舞伎座でパフォーマンスをこなしている。名前の由来は歌舞伎の創始者とされる出雲阿国。
シゲコ
オクニと同じく、女性の歌舞伎カー。水色の着物が特徴。
タミコ
オクニ、シゲコと同じく、女性の歌舞伎カー。ピンク色の着物が特徴。
スシ・シェフ
パーティー会場の寿司職人。車体はグイドと同一のフォークリフト。わさびをピスタチオアイスクリームと勘違いし、大量に求めるメーターに山盛りで提供する。
タイア・デコトラ
宣伝トラック。元々は佐原市から東京までマフラーの輸送をしていたが、刺激的なことを夢見て、東京で広告の仕事を始める。今ではTV番組の「タイヤトーク」の宣伝をしており、都内で人気がある。
カートニー・ブレーキン
マックィーンファンの小型クーペで、マックィーンのコスプレをしている。
サツキとメイ
羽田空港にて登場。空港の受付嬢であり、双子。ボディデザインはスマート・フォーツークーペやトヨタ・e-comに近い。
名前の由来は『となりのトトロ』の姉妹。
ヒロアキ、タケシ、ユキオ
マックィーン一行が東京行きの旅客機で視聴していた日本のゲーム番組に登場したキャスト。
3台共小柄な車体であり、ヒロアキは黄色のボディで眼鏡と帽子が特徴。タケシは歌舞伎ペイントが特徴。ユキオは明るい緑色のボディが特徴。
カブト
メーターの東京レースでメーターと競争した車。本作では東京の街を走っていた。
ヨコザ
東京のパーティで下を見下ろしていた、車。色は黒と赤。
チサキ
東京のパーティで下を見下ろしていた、女性の車。色は黒。
ボブ・プーリー
東京の街を走っていた、水色のタクシー。
ハイキ
燃料の自動販売機を使っていた赤いホンダシビック。車体番号は「東京-122 み 02-28」。東京出身。なおこのシビックは欧州専売車（タイプRではないので正規販売もない）のため、現実では東京出身ではない。
ヴィック・ヴァンレー
濃い赤の車。車体番号は「多摩-357 ぬ 03-09」。多摩出身。
警視庁
パトカー。車体はトヨタ・クラウンマジェスタ（4代目）。
消火器で泡まみれになったレモンズのペティ・ペーサーに衝突され、自身も泡まみれにされたため、サイレンを鳴らし検挙する。

### フランスにて登場するキャラクター
トンベ
フランス出身の怪しげな小型の三輪自動車。
名前はフランス語で「転ぶ」を意味する。情報屋で、普段はパリのマーケットの露店で車のパーツを売りさばく商売をしている。
モロッコの刑務所に入っていた頃、フィンに救われたという借りがあり、彼と不承不承ながらに交際を持つにいたった。。
フィンにレモンズがイタリアで何らかの会議を行う旨を伝える。
ナンバーはPCSN01R。
セリーヌ・デュファー
パリのマーケットの露店（ヘッドライト屋）にて登場する女性店主。ボディデザインはアルファロメオ・スパイダー（初代）。
目の位置がヘッドライトになっており、フロントガラスのあるべき部分から室内（ハンドルやシートがある）が丸見えになっている、本作では珍しいキャラクター。
ナンバーはCUR10SIT3。

### イタリアにて登場するキャラクター
トッポリーノおじさん
ルイジの叔父。車体はフィアット・500（初代型、トッポリーノ）。
イタリアのポルト・コルサの近くの村、カルゾーリでタイヤ店を営んでいる。
東京でのレース後に思わずメーターを責めてしまい、どうすればいいか悩むマックィーンに助言をする。
名前（トッポリーノ）の由来はディズニーのキャラクター・ミッキーマウスのイタリアでの呼び名である。
ママ・トッポリーノ
ルイジの叔母。
村で一番の燃料を作る料理の達人として有名である。夫とは愛と激情あいまった関係だが、家族や友人に対しては愛と惜しみない寛大さを見せる。
フランカ
カルゾーリに住んでいる黄色いフィアット・500。ルイジが来た時に彼と踊った。
フランチェスカ
カルゾーリに住んでいる青いフィアット・500。グイドが来た時に彼と踊った。
アンクルトッポリーノズバンド
トッポリーノおじさんのバンド。メンバーは4人で全てグイドと同じ形のフォークリフト。色は赤、水色、橙色、黄色。
ポープ・ピニオン4世
カトリック教会の指導者（ローマ法王）。
第2戦のイタリアで、特別席から観戦している。
ポープモービル
ポープ・ピニオン4世を保護するトラック。法王を守るため防弾ガラスになっている。
ママ・ベルヌーイ
フランチェスコの母親で、元イタリア代表の葉巻型フォーミュラカー。ワールド・グランプリ第2戦であるイタリアのポルト・コルサで、息子のフランチェスコを応援するために来ている。
赤いバンダナを巻いており、また黒いエキゾーストマニホールドがおさげ髪のようになっている。
ファブリツィオ
イタリアに登場するキャラ。車体はイタルデザイン&フレーザーナッシュ・ナミール。名前の由来はイタルデザイン・ジウジアーロのスタイリングディレクターから。
セレブスーパーカーで、ボディガードを付けていたり、クルーザーから「ワールド・グランプリ」を観戦している。
イタリア警察
2台で登場。ワールドグランプリの記者会見場前にて、検問を行っている。車体は2台ともにフィアット・ニューパンダ。
マックィーンに会いに行こうとするメーターを阻止したが、逃げられる。
カルロ・マセラティ
車体はマセラティ・クアトロポルテ。7人兄弟の長男で、法定速度を守るほど礼儀正しい。本気で走ると、誰もが驚いてスピードをゆるめるほどの馬力が隠されている。
サル・マキアーニ
地元のカフェへ品物を配達して回っている小型のオート三輪。
マーゲン・カローラ
ワールドグランプリを観戦していたポルシェ・996で、色は赤。イタリア戦のクラッシュでアリノールの信頼を失い、アリノールの宣伝の看板を倒す。車体番号は「301PCE」。
ジョナサン・シフトコ
ワールドグランプリを観戦していたアウディ・TTで、色はグレー。イタリア戦のクラッシュでアリノールの信頼を失い、アリノールの宣伝の看板をマーゲンと共に倒す。車体番号は「AZ-498QC」。
アルバート
フランチェスコのファンで、ポルトコルサのレース場にいた。色は青で車体はルイジと同じフィアット・500。
カートニー・キャスパー
マックィーンのファンで、ポルトコルサのレース場にいた。色は薄い赤でフィアット・500。

### イギリスにて登場するキャラクター
女王
イギリスの女王。
マイルズ・アクセルロッドからゴール地点での観戦招待を受け、静かに高揚している。
高貴なロイヤル・ブルーの塗装と決して外すことのない王冠をたずさえ、礼節と王権の象徴を持つ。
ホイーリアム
イギリスの王子。車体はベントレー・コンチネンタルGT（初代）。女王の孫にあたる。
熱狂的なレースファンで、世界にふたつとない「ワールド・グランプリ」の最終戦がロンドンの街中で開催されるという幸運を信じられない心境で楽しんでいる。
公平な態度を見せているものの、イギリス代表のルイス・ハミルトンとナイジェル・ギアスリーの二人を密かに応援している。
ハイギア軍曹
イギリスで登場するバッキンガム宮殿の近衛兵の一員。車体はランドローバー・88シリーズ。
帽子であるベアスキン帽が特徴。誇りと信念を胸に哨舎に立ち宮殿を守っている。
モーリス・ウィルス
バッキンガム宮殿でワールドグランプリを観戦していた。色は赤。車体はハイギア軍曹と同じで、ランドローバー・88シリーズ。
ジャンプスタート・J・ワード
バッキンガム宮殿でワールドグランプリを観戦していた。ジャガーEタイプ。色は水色。車体番号は「LA07 INZ」。
ヴィクトール・パヴェオネ
バッキンガム宮殿でワールドグランプリを観戦していたジャガー・Eタイプ。色は黄色。
ギアレット・テイラー
バッキンガム宮殿で女王の護衛をしていた車の中の1台。色は黒。車体番号は「LB56 OCW」。
サイエルン・カーバリニー
ロンドン警察で色はグレー。青と黄色の模様が付いている。車体番号は「LG59 FIP」。
ダグ・スピードチェック
ロンドン警察で色は黒。
ベッキー・ホイーリン
ルーフとサイドミラーがチェッカー・フラッグをモチーフにしたデザインになっているミニクーパー。
ロニー・デル・クーパー
ルーフとサイドミラーがユニオン・ジャックのデザインになっているミニクーパー。
チョンシー・フェアーズ
イギリスで登場するロンドンタクシー。陽気な性格で、他の誰よりもロンドン中の土地、道路、近道を知りつくしている。
トッパー・デッキントン3世
イギリスで登場するロンドンバス(ルートマスター)。毎日、ロンドンの有名な繁華街ペトロデリー・サーカスを通るキルスウィッチ・ルートを楽しんで運行している。
サー・ハーレー・ギャサップ
女王に従えるバトラー。車体はタトラ・T87。名前の由来はスタッフのプロダクションデザイナー、ハーリー・ジェソップから。
ジョシュ・クーラント伍長
イギリス軍に所属する、サージの戦友。車体はランドローバー・レンジローバー （2代目）。赤いベレー帽を被っている。
サージの応援要請に軍隊総出で駆けつけ、逃走を図るペーサー・レモンズを捕獲した。
警護官
前輪のホイールに拳銃を格納している。バッキンガム宮殿前でレースを鑑賞する王室主賓の守護を行っており、メーターに爆弾が設置されている事を知り銃を向けた。
車体はランドローバー・レンジローバー（2代目）で、上記の伍長とは同車体バリエーションの関係にある。
ロンドン市警察
数台登場しており、色はシルバーとブラックの二通りが存在する。車体はフォード・モンデオ（3代目セダン）。

### その他
マイルズ・アクセルロッド卿
「ワールド・グランプリ」の主催者で、再生可能資源燃料を手掛けるアリノール社のCEO。車体は2ドアのSUV。
英語版表記は「サー・マイルズ・アクセルロッド」。日本語版パンフレットなどでは「卿」が省略される場合がある。
かつて石油王として財を築いたが、GPS無しの世界一周挑戦の際、途中で遭難してガス欠となるもアリノールの原型となる油田を発見して生還。その後自らを電気自動車に改造し、未来のための大気を汚染しない再生可能資源に命をささげ、誰もが利用すべきと彼が考える、究極的な燃料を探究した。
その実態は本作のもう一人のディズニー・ヴィランズで、太平洋に大量の油田を発見したことで価値を落とさないようにすべく、アリノールでの爆発事故を仕組んだ「レモンズ」の黒幕・ビッグボスの正体。アリノールも実際には、普通のガソリンに高周波で爆発するように細工をされた偽の代替燃料であった。
ロンドンでメーターに取り付けた爆弾の解除音声を認証し、ロンドン市警察に逮捕される。さらにメーターにボンネットを開けられ、エンジンの外見がビッグ・ボスと一致。東京での開催パーティーのときにオイルを漏らしたのもメーターではなく彼であり、電気自動車に見せかけた欠陥車だと判明した。　
ナンバーはALT NRG。
エバレット
マックィーンやメーターたちを東京まで乗せる水色のジャンボジェット機。所属航空会社は「ターボロフト」。
メル・ドラド
トーク番組「メル・ドラド ショー」のMC。車体はキャデラック・エルドラド（前作に登場したダイナコ石油の社長であるテックスと同個体）。
眼鏡をかけているのが特徴。
オーティス
ラジエーター・スプリングスにて登場する車。車体は前作に登場したフレッドと同じ。
かなり故障しやすい欠陥車で、メーターにレッカーされる。
ギャロッピング・ギアグリンダー
ラジエーター・スプリングスにて登場するギャロッピンググース。ボディ造形が似ているがリジーとは別人。
1930年代にキャブレター郡で郵便配達の仕事を務めていた。今ではメーターがいたずらでトンネルに侵入しないか見張っている。
本編ではマックィーンとメーターが線路を走り、侵入していったトンネルから現れ追い返す。
コロッサス・XXL
ラジエーター・スプリングスにて登場する超大型ダンプ。
メーターとマックィーンのいたずら（前作におけるトラクター転がしで彼等がやったこと）に驚き、ひっくり返された後排気管から強い煙を放出し、彼等を吹き飛ばした。
コリン・ボーレヴ
ラジエーター・スプリングスにて登場する緑の車。
「メル・ドラド ショー」を視聴し、「ラジエーター・スプリングス・グランプリ」も観戦していた。
レヴニー・グリランテ
ラジエーター・スプリングスにて登場する白のタクシー。
コリンの隣で「メル・ドラド ショー」を視聴し、「ワールド・グランプリ」終了後も「フローのV8カフェ」にいた。

### ピクサー映画のキャラクター
ロッツォ・ハグベア
- 出演作品 / 『トイ・ストーリー3』

『トイ・ストーリー3』ではサニーサイド保育園のボスとして登場した彼は今回、本作で車となって東京に登場。
本作では名前が「Lots-o'-Huggin' Bear-Car（ロッツォ・ハグベア・カー）」となっていて看板として出演する。セリフはない。
『トイ・ストーリー』シリーズではウッディとバズ・ライトイヤー、ハムに続き4人目であり、ピクサー作品としては先行出演作品『カールじいさんの空飛ぶ家』から3連続出演している。
グストー
- 出演作品 / 『レミーのおいしいレストラン』

『レミーのおいしいレストラン』では故人であり、かつて最年少で五つ星を獲得した有名シェフとして登場した彼は本作で車となってパリに登場。
本作では自分の名前とレストランの名前が「Castow（ガストー）」になっている。レストランも本物と同じ。ロッツォと同じく看板の設定なため、セリフはない。
Mr.インクレディモービル
- 出演作品 / 『Mr.インクレディブル』

マックィーンとメーターが遊び終わった時に、行った映画館で上映されているタイトルとして登場。
メリダ
- 出演作品 / 『メリダとおそろしの森』

次回作の『メリダとおそろしの森』の主人公であり、本作では車になっており、グレムとエーサーが入ったロンドントラックバーに先行出演として登場。
タペストリーとして壁に貼ってあり、メリダの他にエリノア王妃とファーガス王、三つ子も描かれてある。
フリック
- 出演作品 / 『バグズ・ライフ』

前作にも登場。今回はフランスのマーケットに貼ってあるフランス語版「1001 pattes（バグズ・ライフ）」のポスターとして登場。
トッド（ピザ・プラネットのトラック）
『トイ・ストーリー』から全ピクサー映画ではお馴染みのピザ・プラネットのトラック。前作では、カリフォルニアで最終レースが行われるシーンで観衆の中に登場していたが、今作はラジエーター・スプリングス・グランプリでの観衆の中に登場。また、最初のラジエーター・スプリングスのパーティーシーンでTV画面のトークショーに登場している。

## キャスト（声の出演）
| 役名                         | 原語版声優                          | 日本語吹替               |
| ---------------------------- | ----------------------------------- | ------------------------ |
| ライトニング・マックィーン   | オーウェン・ウィルソン              | 土田大                   |
| メーター                     | ラリー・ザ・ケーブル・ガイ          | 山口智充                 |
| フィン・マックミサイル       | マイケル・ケイン                    | 大塚芳忠                 |
| ホリー・シフトウェル         | エミリー・モーティマー              | 朴璐美                   |
| マイルズ・アクセルロッド     | エディ・イザード                    | 落合弘治                 |
| フランチェスコ・ベルヌーイ   | ジョン・タトゥーロ                  | 宗矢樹頼                 |
| ザンダップ                   | トーマス・クレッチマン              | 青山穣                   |
| グレム                       | ジョー・マンテーニャ                | 花輪英司                 |
| エーサー                     | ピーター・ジェイコブソン            | 津久井教生               |
| サリー・カレラ               | ボニー・ハント                      | 戸田恵子                 |
| ダレル・カートリップ         | ダレル・ウォルトリップ              | 福澤朗                   |
| ブレント・マスタングバーガー | ブレント・マスバーガー              | 中村秀利                 |
| デヴィッド・ホブスキャップ   | デヴィッド・ホブス                  | 森田順平                 |
| コリン・カウリング           | コリン・カワード                    |                          |
| トンベ                       | ミハエル・ミシェリス                | 後藤哲夫                 |
| ルイジ                       | トニー・シャルーブ                  | パンツェッタ・ジローラモ |
| グイド                       | グイド・カローニ                    | 高宮俊介                 |
| フィルモア                   | ロイド・シェアー                    | 八奈見乗児               |
| トニー・トライフル           | ロイド・シェアー                    |                          |
| サージ                       | ポール・ドゥーリイ                  | 麦人                     |
| ロッド・トルク・レッドライン | ブルース・キャンベル                | 大川透                   |
| メーターのコンピュータ       | テレサ・ギャラガー                  | 八木かおり               |
| シドレー                     | ジェイソン・アイザックス            | 滝知史                   |
| リーランド・ターボ           | ジェイソン・アイザックス            | 根本泰彦                 |
| クラビー                     | シグ・ハンセン                      | 塾一久                   |
| トッポリーノおじさん         | フランコ・ネロ                      | 西村知道                 |
| 女王                         | ヴァネッサ・レッドグレイヴ          | さとうあい               |
| ママ・トッポリーノ           | ヴァネッサ・レッドグレイヴ          | 沢田敏子                 |
| ママ・トッポリーノ           | イタリア語版：ソフィア・ローレン    |                          |
| J.カービー・グレムリン       | ジョン・マイニエリ                  | 篠原剛                   |
| タブス・ペーサー             | ブラッド・ルイス                    | 高宮俊介                 |
| イヴァン                     | スタンリー・タウンゼント            | 間宮康弘                 |
| ヴィクトール・ヒューゴ       | スタンリー・タウンゼント            | 斉藤次郎                 |
| ウラジミール・トランコフ     | スタンリー・タウンゼント            | 伝坂勉                   |
| ジェローム・ランペード       | ジェローム・ランフト                |                          |
| アレクサンドル・ヒューゴ     | ヴェリボール・トピッチ              | 志村知幸                 |
| ジェフ・ゴルベット           | ジェフ・ゴードン                    | 若林秀俊                 |
| ルイス・ハミルトン           | ルイス・ハミルトン                  | 岡田貴之                 |
| ナイジェル・ギアスリー       | グレッグ・エリス                    |                          |
| シェリフ                     | マイケル・ウォリス                  | 池田勝                   |
| ラモーン                     | チーチ・マリン                      | 樋浦勉                   |
| フロー                       | ジェニファー・ルイス                | 片岡富枝                 |
| リジー                       | キャサリン・ヘルモンド              | 森ひろ子                 |
| マック                       | ジョン・ラッツェンバーガー          | 立木文彦                 |
| メル・ドラド                 | パトリック・ウォーカー              | 石田太郎                 |
| オーティス                   | ジェフ・ガーリン                    | 小形満                   |
| ミア                         | リンジー・コリンズ                  | 吉田仁美                 |
| ティア                       | エリサ・ナイト                      | 吉田仁美                 |
| ミニー                       | エディ・マックラーグ                | 堀越真己                 |
| ヴァン                       | リチャード・カインド                | 稲葉実                   |
| スシ・シェフ                 | ダイスケ・ダイス・ツツミ （堤大介） | 酒井敬幸                 |
| トイレ音声                   | ソノコ・コニシ （小西園子）         | 狩野茉莉                 |
| ジョン・ラセタイヤ           | ジョン・ラセター                    | 原語版流用               |
| 女イタリア車                 |                                     | 森夏姫                   |
| セリーヌ・デュファー         |                                     | 里郁美                   |
| ホイーリアム                 |                                     | 秋吉徹                   |
| 主催者                       |                                     | 仲野裕                   |
| イタリア警察                 |                                     | 塾一久 鈴木琢磨          |

| 桜井翼     | 平井祥恵   | 梯篤司     | 瑚海みどり | 大畑伸太郎 |
| 大原崇     | 田久保修平 | 高橋里枝   | 樋口智透   | ふしだ里穂 |
| 河田吉正   | 廣瀬仁美   | 白川万紗子 | 須嵜成幸   | 櫻井トオル |
| 下山田綾華 | 蜂須賀智隆 |            |            |            |

特報2では、メーターの吹き替えは佐藤せつじ、フィン・マックミサイルは小山力也が担当。

## 登場する舞台

### 日本・東京
日本は、実況によって第1戦開始時に「日出ずる国、日本。古代の伝統と現代のテクノロジーが融合する地」と紹介される。
実際に銀座、渋谷、新宿などをロケハンし、レースのコースとなる街路のディテールをリアルに描写。その上で広告やネオンの看板を増やし、実際の風景以上にインパクトの強い映像を生み出した。ちなみに舞台の元ネタは、市街地コースでナイトレースが行われるシンガポールグランプリにインスピレーションを得たもの。
東京タワー
東京見物の最初のシーンに登場。『メーターの東京レース』に登場したのとは外観が異なり、アンテナ部分がプラグになっている。
レインボーブリッジ
レースシーンにて登場。車のパーツであるバルブ、ロッカーアーム、スプリングを組み込んでいる。
なお、この世界では一般道路（レースでのコース）と高速道路が逆転しており、主に年末年始に行われるライトアップによって虹色に輝いている。
皇居
レースシーンに登場。この区間はダートセクションとなっている。
櫓はクラシックカーを元にしている。
東京国際空港
作中の放送では「東京国際エアポート」と読んでいる。
富士山
バックとして登場。残雪にタイヤの跡がついている。
国立新美術館
「ワールド・グランプリ」の開催パーティーとして登場。この世界では水辺に浮かんでいる。
歌舞伎座
マックィーン達が見物するシーンに登場。またレースシーンでもバックとして登場する。晴海通りを銀座から歌舞伎座の前を通り、築地方面へ走行しているように描かれている。
実際の歌舞伎座は映画公開当時建て替え中だが、本作では建て替え前（2010年までの第4期）の外観で登場している。
両国国技館
マックィーン達が相撲を見物した場所。外観は登場しないが、会場内として登場。

### フランス・パリ
エッフェル塔
東京タワー同様、アンテナがプラグとなっている。アーチはクラシックカーのホイールとなっている。
エトワール凱旋門

ノートルダム大聖堂

ルーヴル美術館

部品マーケット
トンベが商売をしている車のパーツの市場。ちなみに、マーケットの商人の中には目の位置がヘッドライトになっている車が存在する。

### イタリア・ポルト・コルサ
この地方は架空の設定で、名前の由来はポルトは「港」、コルサは「競走」。主にイタリアの地中海の街（モナコ、アマルフィ）を元にしている。
カジノ
車の形をした小さな島の位置にある。ここにてレモンズ（ペッパー・ファミリー）の重要会議が行われた。
カルゾーリ
ポルトコルサにある小さな村。ルイジとグイドの故郷。2人の幼馴染と思われる色違いの車が多数登場する。

### イギリス・ロンドン
ビッグ・ベントレー
ビッグ・ベンをベントレー風にアレンジした時計台。内部でメーター、フィン、ホリーはここで監禁されてしまう。
バッキンガム宮殿
レースシーンに登場。女王、ホイーリアムはここの外で観戦していた。最後にメーターがここで名誉騎士の称号を授与される。

## トリビア
- ドック・ハドソンは声優のポール・ニューマンが死去したため故車となり、今作では展示館での過去の写真のみでの登場になった。
- フィルモア役はジョージ・カーリンが死去したため、後任としてロイド・シェアーが受け継いだ。
- 前作で共同監督を務め、レッドとピータービルトの声優も務めたジョー・ランフトが死去したため、共同監督としての後任をブラッド・ルイスが受け継ぎ、レッドは台詞無しで出演、ピータービルトの登場は無かった。
- フィン・マックミサイルは、『トイ・ストーリー3』で、アンディの部屋のポスターとして登場している。
- 今作の映画のカメオ出演のキャラクターがある程度本人役として声を担当しており、NASCARドライバーのジェフ・ゴードン、F1ドライバーのルイス・ハミルトン、前作の監督・脚本をしたジョン・ラセターが出演する。
- なお公開国によって東京のパーティーシーンで、ジェフ・ゴルベットが別のキャラクターに置き換わっている。
  - ドイツ語版ではF1ドライバーのセバスチャン・ベッテルがマックス・シュネル改め、「セバスチャン・シュネル」の声として担当。
  - スペイン語版ではミゲル・カミーノではなく、F1ドライバーのフェルナンド・アロンソが本人役を担当。
  - オーストラリア版はオーストラリアのV8スーパーカーレーサー、マーク・ウィンターボトムが本人役を担当。
  - ロシア語版ではレーサーのヴィタリー・ペトロフが本人役を担当。
  - メキシコ版ではレーサーのメモ・ロハス・Jr.が本人役を担当。
  - スウェーデン語版ではスウェーデン・ツーリングカー・チャンピオンシップのレーサージャン・ニルソンが本人役を担当。
  - ブラジル版ではシンガーソングライターのクラウディア・レイチがカルラ・ヴェローゾの声を吹き替え。
  - フランス語版ではフランスの俳優のローレント・ラーチャーがラウール・サルールの声を吹き替え(他にもジェフ・ゴルベット、シドレーの吹き替えも担当)。
  - 中国語版もロン・ジーというキャラに変わっているが、吹き替えについては不明。
- 『カーズトゥーン メーターの世界つくり話』の一つ、『メーターの東京レース』に登場したカブトとヨコザ達が日本のシーンにカメオ出演している（ただし、瞳の色は日本特有の茶色に統一されている）。
- 本作の日本のシーンには、トヨタ・bB（初代）、日産・フィガロ、トヨタ・クラウンマジェスタ（4代目）（パトカーとして登場する者も存在する）、FK型ホンダ・シビック欧州仕様、また、前作に引き続きユーノス・ロードスター(NA)（今回は「Jリミテッド」や「Vスペシャル」などの特別仕様車を模したカラーも登場）など現実の日本で実在する車や、それに少し似た車のキャラクターが多く登場する。また、その他の劇中登場実在車両として、プジョー・207、フィアット・グランデプント、オペル・ザフィーラ（2代目）、アウディ・TTなどが登場する。
- コロッサス・XXLは『トイ・ストーリー3』でロッツォのダンプカーとして登場した。
- 作中、映画と同名のバンド「カーズ」の1984年のヒット曲「ユー・マイト・シンク」 (You Might Think) が、ウィーザーによるカバーで使用されている（公式サウンドトラックに収録）。
- クライマックスでメーターがアクセルロッド卿を攻めるシーンは『トイ・ストーリー』のウッディがバズを外に落としたシーンのパロディである。
- アクセルロッド卿が遭難したジャングルは『カールじいさんの空飛ぶ家』と同じ場所である。

## テレビ放映
| 回数 | 放送局                 | 放送枠   | 放送日        | 放送時間      | 放送分数 | 平均世帯 視聴率 | 備考                                                                          |
| ---- | ---------------------- | -------- | ------------- | ------------- | -------- | --------------- | ----------------------------------------------------------------------------- |
| 1    | ディズニー・チャンネル | （なし） | 2014年2月26日 | 20:00 - 22:00 | 120分    |                 | 番組冒頭に『メーターと恐怖の火の玉』を放送。 深夜24時には字幕版が放送された。 |
| 2    | フジテレビ             | （なし） | 2017年7月16日 | 19:00 - 21:04 | 124分    | 5.4%            | 続編『カーズ/クロスロード』公開記念。 地上波初放送。                          |

## ブルーレイ&DVD
アメリカでは、2011年11月1日(日本時間：2011年11月2日)、日本では2011年12月2日に発売された。
ルートメニュー画面では出場レーサー＋メーターの外観と代表国が確認できる。
ボーナス・コンテンツとして「メーターの世界つくり話」の新作「飛行機メーター」、トイ・ストーリーシリーズのスピンオフ作品「ハワイアン・バケーション」が収録されている。

## 挿入歌
Perfume「ポリリズム」（徳間ジャパンコミュニケーションズ）
ワールド・グランプリ、レース前夜のパーティー会場で流れる挿入歌、日本語版エンディングに使用された。J-POPファンのピクサースタッフが監督のジョン・ラセターに推薦し、気に入られたからだという。
本作の成功を受けてPerfumeの全世界での知名度が急激に上がることとなり、Perfumeは世界展開を視野にした活動を始めるため、翌年の2012年にユニバーサルミュージックへ移籍した。

## サウンドトラック
| #   | タイトル                                                         | 作詞 | 作曲・編曲 | アーティスト                               | 時間 |
| --- | ---------------------------------------------------------------- | ---- | ---------- | ------------------------------------------ | ---- |
| 1.  | 「ユー・マイト・シンク」                                         |      |            | ウィーザー                                 | 3:08 |
| 2.  | 「コリジョン・オブ・ワールズ」                                   |      |            | ブラッド・ペイズリー、ロビー・ウィリアムズ | 3:36 |
| 3.  | 「モン・クール・フェ・ブルーム(マイ・ハート・ゴーズ・ブルーン)」 |      |            | ベナバール                                 | 2:50 |
| 4.  | 「ノバディーズ・フール」                                         |      |            | ブラッド・ペイズリー                       | 4:18 |
| 5.  | 「ポリリズム」                                                   |      |            | Perfume                                    | 4:09 |
| 6.  | 「リーランド・ターボの潜入捜査」                                 |      |            | マイケル・ジアッチーノ                     | 0:54 |
| 7.  | 「フィン・マックミサイルの登場!」                                |      |            | マイケル・ジアッチーノ                     | 5:58 |
| 8.  | 「ウェイターのメーター」                                         |      |            | マイケル・ジアッチーノ                     | 0:45 |
| 9.  | 「仲間との再会」                                                 |      |            | マイケル・ジアッチーノ                     | 2:22 |
| 10. | 「接触者は誰だ」                                                 |      |            | マイケル・ジアッチーノ                     | 1:42 |
| 11. | 「東京での密会」                                                 |      |            | マイケル・ジアッチーノ                     | 5:43 |
| 12. | 「大滑走路」                                                     |      |            | マイケル・ジアッチーノ                     | 2:41 |
| 13. | 「誰のエンジン?」                                                |      |            | マイケル・ジアッチーノ                     | 1:23 |
| 14. | 「歴史的欠陥車たち」                                             |      |            | マイケル・ジアッチーノ                     | 2:28 |
| 15. | 「変装したメーター」                                             |      |            | マイケル・ジアッチーノ                     | 0:50 |
| 16. | 「ポルト・コルサ」                                               |      |            | マイケル・ジアッチーノ                     | 2:59 |
| 17. | 「欠陥車たちの誓い」                                             |      |            | マイケル・ジアッチーノ                     | 2:16 |
| 18. | 「ゲートに入らないメーター」                                     |      |            | マイケル・ジアッチーノ                     | 1:00 |
| 19. | 「メーターの警告」                                               |      |            | マイケル・ジアッチーノ                     | 1:33 |
| 20. | 「予備の作戦で行くぞ」                                           |      |            | マイケル・ジアッチーノ                     | 2:25 |
| 21. | 「爆弾メーター」                                                 |      |            | マイケル・ジアッチーノ                     | 3:19 |
| 22. | 「マックィーンの失敗」                                           |      |            | マイケル・ジアッチーノ                     | 2:18 |
| 23. | 「空飛ぶメーター」                                               |      |            | マイケル・ジアッチーノ                     | 1:05 |
| 24. | 「マイルズ・アクセルロッド」                                     |      |            | マイケル・ジアッチーノ                     | 2:24 |
| 25. | 「ラジエーター・スプリングス・グランプリ」                       |      |            | マイケル・ジアッチーノ                     | 1:32 |
| 26. | 「ロケットをもらったメーター」                                   |      |            | マイケル・ジアッチーノ                     | 0:51 |

エンドロールでは、「コリジョン・オブ・ワールズ」が流れ終わった後、英語版では「ノバディーズ・フール」、日本語吹替え版では「ポリリズム」が流れる。

## ゲーム
海外ではWii、プレイステーション3、Xbox 360、ニンテンドーDS、パソコンゲーム版を2011年6月21日に発売。なお、PS3、Xbox 360版ではDLCがあるが、キャラクターのルイス・ハミルトンとリップ・クラッチゴンスキーは未収録となっている。日本国内ではニンテンドーDS版のみで、2011年8月4日に発売。
上記のものとは別に、日本国内のみで、電子知育玩具のアドバンスピコ・ビーナ用の『カーズ2 レーシングビーナ めざせ!ワールドチャンピオン!』というソフトが2011年7月28日に発売されている。なお、同玩具の最後の発売タイトルである。